# Soumont-Saint-Quentin
Soumont-Saint-Quentin és un comuna francesa situada al departament de Calvados, a la Normandia.

## Història
Soumont-Saint-Quentin està a una zona ocupada des del Neolític. Un hàbitat de tipus danubià, que també va ser ocupat per gal·loromans i pels merovingis.

## Geografia
El municipi de Soumont-Saint-Quentin és a 31 kilòmetres al sud de Caen, la capital del departament. Pel poble hi passa la carretera N158 que va de Caen a Falaise. A prop també hi ha la carretera D6 i la D511.
Municipis propers
- Potigny, a 1,3 km
- Quilly-le-Tesson, a 2,1 km
- Bons-Tassilly, a 3,1 km
- Fontaine-le-Pin, a 4,2 km
- Villers-Canivet, a 5,6 km
- Ussy, a 5,7 km
- Rouvres, a 6 km
- Grainville-Langannerie, a 6,2 km
- Soulangy, a 6,8 km
- Bretteville-le-Rabet, a 7 km
- Olendon, a 7,4 km.

## Patrimoni i turisme
El 1902 s'atorgà la Concessió de la mina de ferro Soumont-Saint Quentin, que tenia una superfície de 773 hectàrees. La SMS (Societat de les Mines de Soumont) se n'encarregà de la producció. L'activitat acabà el 28 de juliol de 1989, degut a la decisió de la SMN (Société métallurgique de Normandie), únic client de la mina, d'utilitzar altres tipus de minerals. Durant els 1928-1929 tingué lloc una gran onada d'immigració sobretot composta per polonesos per a treballar a la mina. Prop de tres quarts de la mà d'obra de la mina era polonesa. Encara avui, molts dels habitants del poble (així com de Potigny, poble veí) tenen dels noms a consonància polonesa.